# هوندا المنت
هوندا المنت (به انگلیسی: Honda Element) خودرویی است که از سال ۲۰۰۳ تاکنون توسط شرکت خودروسازی هوندا در ایالات متحده آمریکا تولید شده‌است. طراحی آن موتور جلو، محور جلو، یا چهار چرخ محرک بوده و طول آن در حالت طبیعی ۱۶۹٫۳ اینچ (۴٬۳۰۰ میلیمتر)، عرض آن در حالت طبیعی ۷۱٫۵ اینچ (۱٬۸۱۶ میلیمتر) است. سیستم جعبه‌دندهٔ آن ۵ دنده به دو صورت خودکار و دستی است.